# Danalita
La danalita es un mineral de la clase de los tectosilicatos.  Fue descrito por vez primera en 1866 de un yacimiento del condado de Essex, y fue nombrado en honor de James Dwight Dana (1813-1895), eminente mineralogista y geólogo estadounidense.

## Características químicas

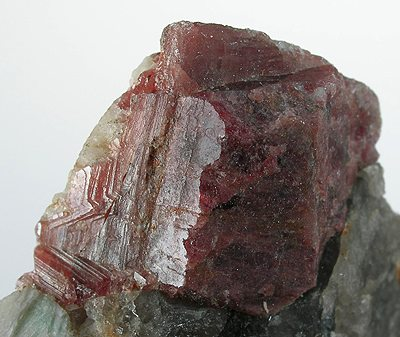

Pertenece al llamado "grupo de la helvita", de silicatos de berilio con azufre, formando con la helvita (Be3(Mn2+)4(SiO4)3S) una serie de solución sólida sustituyendo el hierro por manganeso. Forma otras serie de solución sólida con la genthelvita (Be3Zn4(SiO4)3S), dando una familia de minerales por sustitución gradual del hierro por cinc.
Además de los elementos de su fórmula son comunes las siguientes impurezas que le dan las distintas tonalidad de color que puede presentar: manganeso, cinc, calcio y azufre.

## Formación y yacimientos
Se puede encontrar este mineral en rocas granitos, en pegmatitas graníticas, en skarn y en gneisses.